# Pipeclay-Nationalpark
Der Pipeclay-Nationalpark (engl.: Pipeclay National Park) ist ein Nationalpark im Südosten des australischen Bundesstaates Queensland. Er liegt 165 Kilometer nördlich von Brisbane, 40 Kilometer nordöstlich von Gympie und 5 Kilometer südlich von Tin Can Bay in der Nähe des Great-Sandy-Nationalparks.
Der Park wird von der Regierung von Queensland zusammen mit dem Great Sandy Region Heritage Advisory Committee der Aborigines verwaltet. Der Zugang ist nur mit einer besonderen Erlaubnis möglich.

## Geschichte
Der Park wurde 1963 zum Schutz eines Borarings errichtet, der als Little Bora Ring bekannt ist. Für die Aborigines von K’gari und dem angrenzenden Festland war dieser Ring besonders wichtig, da nur dort nach ihrem Glauben die höchste Stufe des Menschseins erreicht werden konnte. 1865 fand dort die letzte Initiation statt. Seit 1962 war der Platz der Regierung von Queensland als wichtige Kulturstätte bekannt. Sein Durchmesser betrug 21–23 Meter und sein Mound war 15–18 cm hoch. Der Park wurde nach dem Lehm benannt, der sich in einem nahegelegenen Bach findet und der von den europäischen Siedlern zum Formen von Tonröhren (engl.: clay pipe) verwendet wurde.

## Landesnatur
Der kleine Park liegt in der Küstenebene südlich des Tin Can Bay Inlet, eines Flusstales, das mit dem steigenden Meeresspiegel im Pazifik versank.

## Flora
Im Pipeclay-Nationalpark findet sich Heideland und lichter Wald mit Leptospermum flavenscens und Leptospermum semibaccatum, sowie Banksia oblongifolia.

## Einrichtungen und Zufahrt
Im Park gibt es keine Einrichtungen für Touristen. Der Boraring ist noch erkennbar.
Der Ort Tin Can Bay ist von Gympie aus auf der Staatsstraße 15 erreichbar (57 km). Der Park liegt im Osten des Ortsteils Cooloola Cove am Ende der Vendetta Avenue.